# NESA
NESA (tidligere Nordsjællands Elektricitets- og Sporvejs Aktieselskab og Tuborg-Klampenborg Elektriske Sporvej) var til 2006 Danmarks største elselskab. Det havde hovedkvarter i Hellerup. NESA leverede el til Nordsjælland, kommuner omkring Roskilde og mange københavnske omegnskommuner, men har siden liberaliseringen af elmarkedet i 1998 solgt el til hele landet. Helge Bojsen-Møller var i en årrække firmaets arkitekt.

## Historie
Selskabet blev stiftet i 1902 som Tuborg-Klampenborg Elektriske Sporvej A/S med det formål at drive en sporvej ad Strandvejen fra Hellerup til Klampenborg og var datterselskab af De kjøbenhavnske Sporveje. Tuborg-Klampenborg Elektriske Sporvej åbnede i 1903 Hellerup remise, som linjerne 1, 4, 14 og 15 brugte, som det delte med sit moderselskab, De kjøbenhavnske sporveje. I 1903 opførte selskabet Skovshoved Elværk og forsynede områder omkring sporvejslinjerne med el i forbindelse med sporvognsudbygning. Det førte til det bredere navn Nordsjællands Elektricitets- og Sporvejs Aktieselskab. Siden da er navnet forkortet til NESA. Selskabet blev selvstændigt i 1911, da moderselskabet blev overtaget af Københavns kommune. I 1914 finansierede NESA udlægning af 25 kV-kabler til Sverige. NESAs levering af elektricitet steg støt i gennem årene 1922-1943.
NESA ønskede at blive leverandør på markedet i Slangerup omkring 1920 i forbindelse med København-Slangerup Banen. Jernbanens ledelse ønskede dog ikke NESA som leverandør, da selskabet var konkurrent til jernbanen med omfattende elektrisk sporvognsdrift. Først i 1932 blev der indgået et forlig, hvorefter NESA fik lov til at levere strøm, mod at der aldrig måtte indføres elektrisk sporvognsdrift på Slangerupbanen, der i stedet blev elektrificeret som S-bane. 3. april 1940 tog NESA Isefjordsværket i brug. I 1945-75 oplevede NESA en økonomisk udvikling. NESA udvidede sit distributionsnet, og i 1951 udlagde selskabet sit 132 kV-kabel til Sverige. NESAs sporvejsdrift blev også udvidet i perioden. NESA erstattede i 1953 sine sporvogne med trolleybusser og ophørte i 1971 med at bruge trolleybusser. NESA blev noteret på fondsbørsen i 1974 og ophørte samtidig som trafikselskab, idet busdriften hos alle offentligt ejede busselskaber i Hovedstadsområdet overgik til det nydannede Hovedstadsområdets Trafikselskab (HT). I 1975-90 startede NESA naturgasfyrede lokale kraftvarmeværker og moderniserede belysningsanlæg.
Gentofte Kommune havde aktiemajoriteten i NESA, men solgte i 2004 sine aktier til Elsam. Samme år beskyldte Energitilsynet NESA for at snyde med for høje el-priser. Tilsynet krævede derfor, at NESA førte knap 30 millioner tilbage til forbrugerne inden slutningen af 2004 ved nedsætning af el-priserne, hvilket dog først blev betalt af DONG Energy, som NESA sammen med DONG, Energi E2, Københavns Energi, Frederiksberg Forsyning og Elsam fusionerede til i 2006. I 2006 blev NESA også afnoteret.

## Ledelse
Denne liste er ufuldstændig; hjælp gerne med at udfylde den.
- 1910-1951: A.R. Angelo
- 1950-1958: Robert Henriksen
- 1958-1980: Carl Andersen
- 1980-1984: Erik Bülow
- 1984-1998: Preben Schou
- 1998-2006: Poul Lind